# Li Xuanxu
Li Xuanxu (en chino: 李玄旭) (n. Zhuzhou, 5 de febrero de 1994) es una nadadora china y medallista olímpica en los Juegos Olímpicos de Londres 2012.

## Biografía
En 2008 cuando, solo contaba con 16 años de edad, debutó en los Juegos Olímpicos de Pekín 2008. Participó en la modalidad de 800 m libre, quedando en quinta posición en la final. También participó en los 400 m combinado, quedando última en la final. Dos años después nadó en el Campeonato Mundial de Natación en Piscina Corta de 2010, consiguiendo la medalla de bronce. Un año después ganó otra medalla de bronce en el Campeonato Mundial de Natación de 2011. De nuevo, en 2012, nadó en unos Juegos Olímpicos, celebrados en Londres. En los 400 m libres no pasó de las series de clasificación. Sin embargo en los 400 m combinado llegó a la final y ganó su primera medalla olímpica, siendo de bronce con un tiempo de 4:32.91.